# En la gama de los grises
En la gama de los grises es una película de drama chilena dirigida por Claudio Marcone y protagonizada por Francisco Celhay, Emilio Edwards y Daniela Ramírez, estrenada el 29 de octubre de 2015. La película relata sobre la homosexualidad escondida en un hombre casado.

## Trama
Bruno (Francisco Celhay) es un arquitecto de 35 años que lleva una vida perfecta y vive en una bonita casa con su esposa e hijo. También tiene una oficina de arquitectura con buenos ingresos. Sin embargo, tiene un profundo sentido de desasosiego, por lo que deja su vida atrás y se muda a vivir solo, justo cuando un hombre de negocios lo contrata para diseñar un icono para la ciudad de Santiago. Motivado, comienza una investigación en busca de rastros patrimoniales, acompañado de Fer (Emilio Edwards) un profesor de historia de 29 años gay, enérgico y cautivador.

## Reparto
- Francisco Celhay como Bruno.
- Emilio Edwards como Fer.
- Daniela Ramírez como Soledad.
- Matías Torres como Daniel.
- Sergio Hernández como Toto.
- Marcial Tagle como Schulz.

## Premios y nominaciones
| Año  | País           | Festival                                              | Categoría                              | Resultado |
| ---- | -------------- | ----------------------------------------------------- | -------------------------------------- | --------- |
| 2015 | Estados Unidos | Festival Internacional de Cine de Miami               | Premio Iberoamericano a la Ópera Prima | Ganador   |
| 2015 | España         | Festival Internacional de Cine de San Sebastián       | Mejor película latinoamericana         | Nominado  |
| 2015 | Estados Unidos | Festival de Cine de Frameline                         | Mejor película                         | Ganador   |
| 2015 | Ucrania        | Festival Internacional de Cine Molodist               | Premio Sunny Bunny                     | Nominado  |
| 2015 | Colombia       | Festival Internacional de Cine de Cartagena de Indias | Mejor película Sudamericana            | Nominado  |

## Críticas
En la gama de los grises ha cosechado, en general, críticas y comentarios favorables, además de contar con una valoración positiva en FilmAffinity e IMDb, que ronda los seis puntos (en una escala de diez).
La reseña del periódico La Segunda considera que se trata de «una película homosexual muy hétero, marcada por un amor de "best seller", cierta contención dramática y una seguidilla de diálogos solemnes y algo artificiales».
Según el diario El Mercurio, «con un pulso narrativo que va por la introspección y diálogos que profundizan sin mucha sutileza en sentimientos e ideas, la película opta por un realismo que se regocija justamente en los "grises" de la vida, y una incertidumbre que termina siendo hasta dolorosa».